# Оксфорд (Нью-Йорк)
Оксфорд (англ. Oxford) — місто (англ. town) в США, в окрузі Ченанго штату Нью-Йорк. Населення — 3614 особи (2020).

## Демографія
Згідно з переписом 2010 року, у місті мешкала 3901 особа в 1483 домогосподарствах у складі 1008 родин. Було 1828 помешкань
Расовий склад населення:
| - 97,0 % — білих - 0,5 % — чорних або афроамериканців - 0,3 % — корінних американців - 0,3 % — азіатів |

До двох чи більше рас належало 1,3 %. Частка іспаномовних становила 2,2 % від усіх жителів.
За віковим діапазоном населення розподілялося таким чином: 21,6 % — особи молодші 18 років, 57,4 % — особи у віці 18—64 років, 21,0 % — особи у віці 65 років та старші. Медіана віку мешканця становила 46,1 року. На 100 осіб жіночої статі у місті припадало 105,7 чоловіків;  на 100 жінок у віці від 18 років та старших — 107,3 чоловіків також старших 18 років.
Середній дохід на одне домашнє господарство  становив 59 098 доларів США (медіана — 45 733), а середній дохід на одну сім'ю — 69 268 доларів (медіана — 63 267). Медіана доходів становила 35 952 долари для чоловіків та 35 714 долари для жінок. За межею бідності перебувало 10,7 % осіб, у тому числі 12,9 % дітей у віці до 18 років та 5,6 % осіб у віці 65 років та старших.
Цивільне працевлаштоване населення становило 1654 особи. Основні галузі зайнятості: освіта, охорона здоров'я та соціальна допомога — 34,2 %, виробництво — 14,0 %, роздрібна торгівля — 12,9 %.